# New York Concerts: The Jimmy Giuffre 3 & 4
New York Concerts: The Jimmy Giuffre 3 & 4 ist ein Jazzalbum von Jimmy Giuffre, das im Mai (Quartett) und im September (Trio) 1965 im Wollman Auditorium der Columbia University bzw. in der Judson Hall in New York City aufgenommen und am 10. Juni 2014 bei Elemental Music veröffentlicht wurde.

## Hintergrund
In den 1950er-Jahren erlangte Giuffre als Mitglied von Woody Hermans Herd Anerkennung, vor allem für sein Stück „Four Brothers“, aber er fand seine Stimme wirklich in einem bemerkenswerten Trio, das er zusammen mit dem Gitarristen Jim Hall und dem Bassisten Ralph Peña gebildet hatte, schrieb Peter Margasak. Das zurückhaltende Klangideal Giuffres habe die Musik mit dem Cool Jazz zusammengebracht – „obwohl es auf dem Niveau der Improvisation und des spontanen Hin und Her nicht entspannt und entspannt war. Am Ende des Jahrzehnts trieb er die Musik mit lockeren Strukturen und abenteuerlicherer Improvisation voran. Der kommerzielle Misserfolg von Free Fall führte dazu, dass er von [dem Major Label] Columbia abgeworfen wurde – er würde bis 1971 kein weiteres Album als Bandleader machen –, und das Trio mit Bley und Swallow löste sich bald auf, aber Giuffre zog sich nur wenig zurück oder verwässerte seine Ideen“, was die vorliegenden Mitschnitte bewiesen, so der Autor. Giuffre blieb während „dieses verlorenen Jahrzehnts“ (S. Victor Aaron) beschäftigt, und 1964 hatte er ein weiteres Trio zusammengestellt, diesmal mit Barre Phillips am Bass und Don Friedman am Piano, und dieses Ensemble tourte zu Beginn des Jahres 1965 durch Europa. Dann, nach der Tour, holte er einen Schlagzeuger hinzu, Joe Chambers. Dies ist die Aufstellung, die Klabin als (neunzehnjähriger) Chef der Jazzabteilung des Rundfunksenders der Columbia University im Mai 1965 mitschnitt.
Die Konzerte wurden beide von George Klabin für seine Radiosendung mitgeschnitten; er hielt diese Gruppe in einem leeren Auditorium mit einem zweikanaligen Tonbandgerät, einem Mixer mit 4 Eingängen und Mikrophonen für jeden Musiker einzeln fest, ein Auftritt, der nur einmal in seinem Jazz-Radioprogramm gespielt werden sollte. Nachdem die Bänder gesendet wurden, verschwanden sie in den Archiven. Die Trio-Disc (Disc One) wurde jedoch einige Monate später von Klabin in einer echten Konzertumgebung während des New York Festival of The Avant Garde aufgenommen. Zu dieser Zeit war die Jimmy Giuffre 4 wieder auf die Jimmy Giuffre 3 reduziert worden, mit Friedmans Abgang und Richard Davis, der Barre Phillips am Bass ersetzte. Die erste Disc der Edition enthält die Musik eines Trios, in dem Giuffre sowohl auf wie üblich auf der Klarinette als auch auf dem Tenorsaxophon spielte. (Giuffre hatte das Saxophon in den 50er Jahren weitgehend beiseite gelegt, genau so wie er in seiner eigenen Band zur gleichen Zeit aufgehört hatte, mit Schlagzeugern zu arbeiten.) Das Set beinhaltet eine Aufführung von Ornette Colemans Klassiker „Crossroads“, und obwohl Giuffre nicht wie Ornette klingt, so Margasak, sei „dies eine aufschlussreiche Entscheidung: Beide Musiker drängen auf die Akkordwechsel-Improvisation. Die meisten Tempi sind langsam bis mäßig und die Musik zeichnet sich durch die Art der Räumlichkeit und Kontemplation aus, die mit der Bley-Swallow-Besetzung übereinstimmt.“ Die zweite CD enthält Aufnahmen Giuffres mit Joe Chambers, zusammen mit dem Bassisten Barre Phillips und dem Pianisten Don Friedman, unter den gespielten Titeln eine Quartettversion von Giuffres „Syncopate“.
New York Concerts wurde von Zev Feldman produziert, der die Rechte von Giuffres Witwe Juanita und George Klabin erworben hatte.

## Titelliste

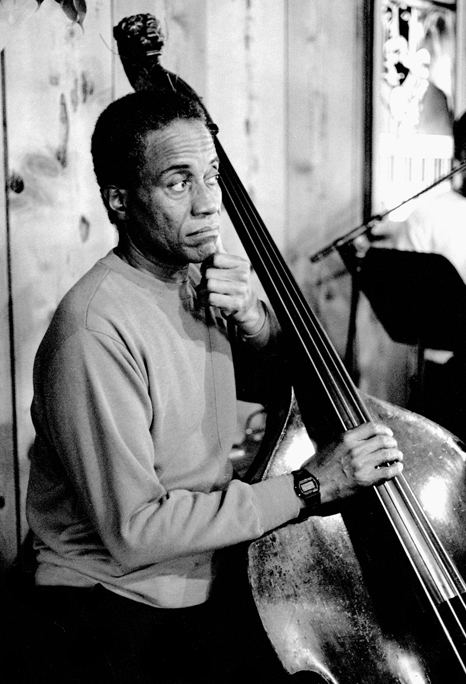
Richard Davis, 2010

- The Jimmy Giuffre 3 & 4: New York Concerts” (Elemental 5990425[4])

### Disc 1: Judson Hall, September 3, 1965
1. Syncopate 7:50
2. Intro 0:37
3. Crossroads (Ornette Coleman) 7:47
4. Drive 11:39
5. Quadrangle 3:52
6. Angles 4:32

### Disc 2: Wollman Auditorium, May 19, 1965
1. Syncopate 8:20
2. Quadrangle 7:06
3. Three Bars In One 8:50
4. Cry, Want 9:40
5. Angles 8:10
6. Drive 8:06

- Alle Kompositionen, soweit nicht anders benannt, stammen von Jimmy Giuffre.

## Rezeption
Peter Margasak meinte im Chicago Reader, die Chancen seien gering, dass in diesem Jahr „eine bessere historische Jazz-Veröffentlichung auftauchen wird“ als The Jimmy Giuffre 3 & 4 New York Concerts, „eine atemberaubende“ Doppel-CD. Die Musikdaten „aus Giuffres verlorenem Jahrzehnt, einer Zeit, in der es fast keine Dokumentation seines Spiels gibt.“ Nach dem Erscheinen des brillanten Albums Free Fall (Columbia) aus dem Jahr 1963, einem mit dem Pianisten Paul Bley und dem Bassisten Steve Swallow entstandenen Trio-Set, „das die Besessenheit des Leaders von kontrapunktischer Komposition und Improvisation zur Apotheose brachte. Die Musik war ihrer Zeit weit voraus – drummerlos, streng und entschieden abstrakt –, und die dazwischenliegenden Jahre haben gezeigt, wie tiefgründig Giuffre's Ideen waren;“ seine Marke des kammermusikalischen Jazz bleibe in allen möglichen zeitgenössischen Projekten erhalten, meint Margasak. Ken Vandermark nannte sogar eine seiner Gruppen – mit dem Pianisten Håvard Wiik und dem Bassisten Ingebrit Håker Flaten – Free Fall; der Klarinettist James Falzone hat in seiner Gruppe Klang auf Giuffres Musik verwiesen; und vor kurzem erforschte der Trompeter Dave Douglas diese kammerartigen Sounds in seinem neuen Riverside-Projekt, schrieb der Autor zu Giuffres Einfluss.

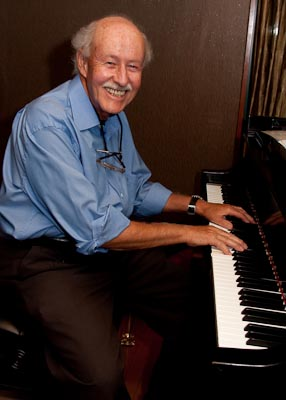
Don Friedman (2009)

S. Victor Aaron schrieb in Something Else!: „Während Giuffre sich nie von seinem Konzept entfernte, hatten die [personellen] Änderungen einen erheblichen Einfluss auf die Musik. Wieder mit ‚Syncopate‘ beginnend, füllt [Richard] Davis die von einem fehlenden Klavier hinterlassene Lücke. Seine gleitenden Noten heben ihn ab von Phillips und Giuffre, der auf Tenorsaxophon abstrakte Geräusche und Quaken mit Swing-Verdatzstücken mischt.“ Mit „Crossroads“ sei es aufschlussreich, wie ein großer Champion des „The New Thing in Jazz“ den anderen, nämlich Ornette Coleman, interpretiere. „Giuffre beschwört Coleman im einleitenden Head und mache dann dessen Komposition zu seiner eigenen. Atonal und mikrotonell sind die Klänge, die er von seiner Klarinette abgibt, von dem Instrument nicht vertraut.“ „Drive“ sei ein atonaler Blues, der schnell dekonstruiert werde. Davis folge einem Pfad, der von Giuffres Saxophon geprägt ist, und Swing breche aus Chambers’ Schlagzeugset heraus, aber die anderen beiden spielten meistens frei. Der Song zerbreche wieder in „ein paar merkwürdige Sounds“, als Davis mit seinem Bogen sägende Klänge mache und Giuffre diese Sounds mit seinem Saxophon nachahmen kann, „wodurch diese wirklich unheimliche Klangfülle entsteht.“ New York Concerts, so Aarons Resümee, sei eine der aufregendsten Funde von verloren geglaubten Jazz-Aufnahmen der letzten Jahre zusammen mit Wes Montgomerys Echoes of Indiana Avenue, sie „bestätigt Giuffres Weitsicht und Verständnis in den Bereich des Free Jazz, gerade als die Musik anfing, aus dem Rändern heraus zu drängen und auszudrücken, was möglich war. Jimmy Giuffre war die ganze Zeit dabei, aber das wussten nur wenige.“
Nate Chinen ging in seiner Besprechungen des Albums in The New York Times auf Giuffres Position in der Free-Jazz/New Thing-Bewegung ein; „Giuffre leckte seine Wunden“ nach dem Debakel mit dem Free Fall Album, „setzte jedoch sein Konzept fort, als sich die avantgardistischen Energien des Jazz um Mr. Coleman und die schnelle Inbrunst von John Coltrane zu festigen begannen. Giuffre erschien auf „The October Revolution in Jazz“, einem bahnbrechenden Free-Jazz-Festival, das 1964 vom Trompeter Bill Dixon veranstaltet wurde. Doch Revolution als kulturelle und rhetorische Strategie stand nicht im Mittelpunkt seines Unternehmens. Die Kompositionen, die er 1965 spielte, haben Titel, die entweder auf Geometrie (‚Angles‘, ‚Quadrangle‘) oder Bewegung (‚Syncopate‘, ‚Drive‘) bezogen sind. Als weißer Musiker, der sich gewissenhaft aus dem Jazz-Mainstream zurückgezogen hatte – und nach allen Angaben eine ernste, sanfte Introversion –, war er dem schwarzen nationalistischen Zeitgeist absolut nicht gewachsen.“
Giuffres Schlagzeuger Joe Chambers, der mit dem Trompeter Freddie Hubbard und dem Pianisten Andrew Hill aufgenommen hatte, war eng mit dem afroamerikanischen Jazzpuls verbunden, und seine Arbeit an „The Jimmy Giuffre 3 & 4: New York Concerts“ sei gut und erfrischend, so Chinen. Die Hinzufügung von Chambers zu Giuffres Band, zu der ansonsten der Pianist Don Friedman und der Bassist Barre Phillips gehörten, hätte als Korrektiv gedacht sein können. In jedem Fall profitiere das Quartett enorm von der Präsenz von Schlagzeug. Chambers haben, so der Autor, ein Gefühl von intelligentem Bodenhaftung und implizit eine Verbindung zur sich entwickelnden Post-Bop-Tradition eingebracht.
Zu den Trioaufnahmen vom September 1965 merkt Chinen an, mit dem Bassisten Richard Davis fühle sich die Musik nicht ganz beruhigt an; Davis’ Spiel habe eine wesentliche Schwerkraft. Bei der Arbeit mit Bass und Schlagzeug bevorzugt Giuffre den Tenor, wobei er gelegentlich Zeichen seiner Bewunderung für Sonny Rollins zeige. „Ich denke, was Jimmy erreichen wollte, war ein besonderer Zustand erhöhter Wachsamkeit auf dem Musikpult“, zitiert der Autor Giuffres Bassisten Steve Swallow, „mit einem Gespür für die einzelnen Teile und deren Beziehung zum Ganzen.“ Nate Chinen meint in seinem Resümee, dass „die Möglichkeit bestehe, dass das Timing dieses Mal, zumindest in diesem Sinne, für Giuffre günstig sein könnte.“
Mike Shanley schrieb in JazzTimes: „New York Concerts geht in umgekehrter Chronologie vor, was musikalisch sinnvoll ist, da die spätere Trio-Aufnahme nach dem Quartett nackt klingen würde.“ Lose, aber fokussiert spielen man; es gäbe weit offene Räume in der Musik, Autohornknurren von Giuffre und eine Erweiterung der kammermusikalischen Ästhetik seiner vorherigen Alben. Ornette Colemans „Crossroads“ zeige, dass Giuffre mit den mittleren Trillern und hohen Tönen der Klarinette in der Lage sei, mit der Freiheit umzugehen, die mit der Musik einhergeht. Richard Davis bewege sich gelegentlich parallel zu seinen Bandkollegen, nutze jedoch die Erfahrung der Out to Lunch! Session, um die Dinge zusammenzuhalten. Chambers, der an der American University atonale Musik studiert hatte, bringe dieses Wissen in Stücken mit, die ihn „als Teil der Komposition verwenden und nicht als einfachen Zeitnehmer.“
Hinsichtlich der vorangegangenen Session Giuffres mit Chambers, Barre Phillips und dem Pianisten Don Friedman geht Shanley auf letzteren ein: „Das Klavier fügt den vier Melodien, die sich aus dem Festival-Set überlappen, ein harmonisches Gefühl hinzu, aber die Dinge fühlen sich immer noch stumpf an. In der Tat gibt es Momente, in denen die Dinge wandern.“ Auf der positiven Seite, so der Autor, lägen die schnellen Interaktionen in der gesamten Gruppe in ‚Three Bars in One‘; sie riefen Erinnerungen an Cecil Taylors ‚Cell Walk for Celeste‘ hervor. ‚Cry, Want‘ zeige auch, dass der Komponist den Blues in seinem Komponieren nicht völlig aufgegeben hatte. Beide Sets böten verlorene Schätze und „eine neue Wertschätzung eines abenteuerlichen Geistes,“ resümiert Shanley.